# Trinkhalle und Wartehalle

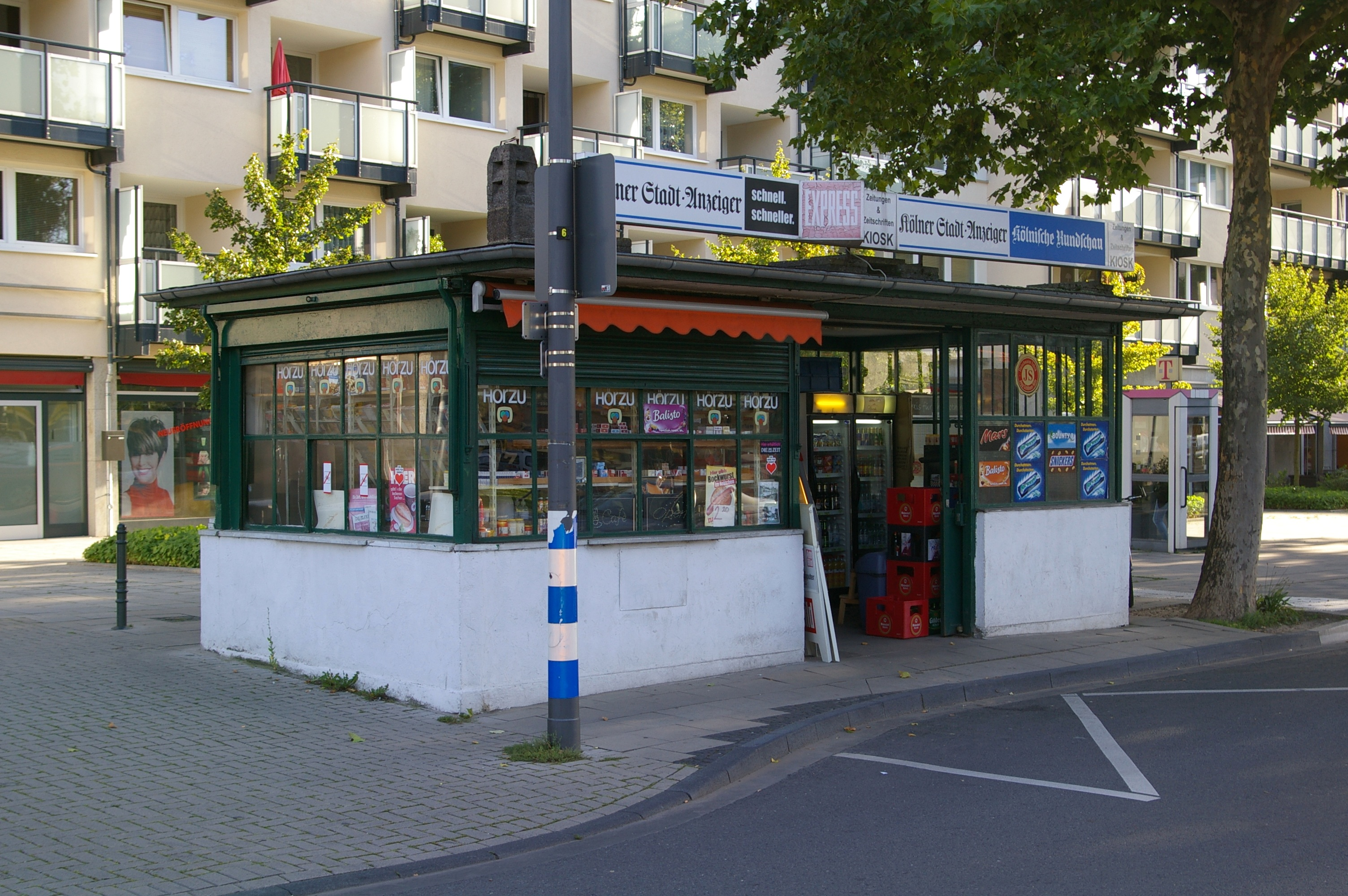
Trinkhalle und Wartehalle

Die Trinkhalle und Wartehalle ist ein Baudenkmal im Kölner Stadtteil Zollstock.
Die kombinierte Warte- und Trinkhalle wurde 1950 nach dem Entwurf des Kölner Architekten Walter Salz auf dem Höninger Platz an der Endhaltestelle der Kölner Verkehrs-Betriebe erschaffen. Sie befindet sich gegenüber dem Haupteingang des Kölner Südfriedhofs.
Der Stahlskelettbau ist im unteren Bereich hüfthoch mit Werkstein verkleidet. Der obere Bereich ist umlaufend vollständig mit Sprossengliederung verglast und mit einem auskragendem Flachdach versehen. Dort stand schon vorher ein hölzerner Bau mit gleicher Funktion. Die Halle ist zweigeteilt. Der Bereich der ehemaligen Wartehalle dient nun hauptsächlich zur Lagerung von Getränken.